# El Terrado
 (mars 2015).
Si vous disposez d'ouvrages ou d'articles de référence ou si vous connaissez des sites web de qualité traitant du thème abordé ici, merci de compléter l'article en donnant les références utiles à sa vérifiabilité et en les liant à la section « Notes et références ».
El Terrado est une communauté paysanne quechua appartenant au département de Potosí, à mi-distance entre Sucre et Potosí en Bolivie, située à 3000 m d’altitude. La communauté compte 80 familles.

## Histoire
La commune d'El Terrado tire son origine de l'installation d'une hacienda avec chapelle au début du XVIe siècle, construite en raison de la qualité des terres environnantes et de la situation (passage du Camino Real). L'hacienda disposait, outre d'une chapelle, de moulins et de vignes attestés dès 1626.
En 1880, le prêtre Saturnino Roso rachète la hacienda, dans un contexte de concentration des terres qui profite plus aux latifundiaires qu'aux aborigènes, qui vivent de petites exploitations. Dès 1884, il cumule les titres de curé et de propriétaire.
À la mort de Saturnino Roso, la hacienda est scindée en deux parties, ce qui ne va pas sans des conflits dont des traces subsistent au début du XXIe siècle.
Le 29 avril 1997, la communauté d'El Terrado obtient un statut de personnalité juridique. Cela lui permet d'obtenir des financements propres à réaliser les objectifs de la Loi de participation populaire de 1994. Les habitants définissent donc chaque année des projets, soumis à la municipalité de Betanzos qui les approuve en signant un contrat.

## Économie
Les habitants tirent une partie de leurs revenus de travaux exercés à Santa Cruz. Les recettes agricoles sont moindres, celles tirées de la mise en valeur de produits non agricoles le sont encore davantage. Seule, la vente de leurs produits agricoles permet des revenus saisonniers (marché de Vila Vila, foires de Betanzos, Sucre et de Potosí).
La communauté s'en sortait jusqu'en 1983, année du passage d'El Niño, qui a laissé des traces sensibles aujourd'hui encore : il a constitué le début d'un exode rural - processus pendant lequel certains natifs d'El Terrado partent en ville (à Santa Cruz principalement). Dès 2002, quelques habitants tentent de vendre des boissons aux abords de terrains de football pour améliorer leur ordinaire. Un seul habitant touche de l'argent venant directement de l'extérieur : c'est un retraité des chemins de fer percevant une petite retraite.
Les femmes de la communauté produisent des objets textiles fabriqués sur des métiers traditionnels. Cette activité leur permet d'obtenir un revenu substantiel du moment que leur artisanat est vendu.